# Diocesi di Ceretapa
La diocesi di Ceretapa (in latino: Dioecesis Ceretapensis) è una sede soppressa del patriarcato di Costantinopoli e una sede titolare della Chiesa cattolica.

## Storia
Ceretapa, forse identificabile con Kayadibi nell'odierna Turchia, è un'antica sede episcopale della provincia romana della Frigia Pacaziana nella diocesi civile di Asia. Faceva parte del patriarcato di Costantinopoli ed era suffraganea dell'arcidiocesi di Laodicea.
La diocesi è documentata nelle Notitiae Episcopatuum del patriarcato di Costantinopoli fino al XII secolo; nell'ultima Notitia in cui appare la sede di Ceretapa, questa è documentata come suffraganea di Cone.
Di questa antica sede episcopale sono noti nove vescovi. I primi tre erano vescovi ariani; Teodolo, il primo dei tre, prese parte al concilio di Seleucia del 359 dove fu deposto; ancora documentato a Costantinopoli nel 363, fu trasferito ad una sede sconosciuta della Palestina dove morì attorno al 379/380. Alla sua morte succedettero sulla sede di Ceretapa Carterio, che in base ad una omonimia è ritenuto da alcuni storici il padre dello storico Filostorgio, e Giovanni.
Il vescovo Silvano prese parte al concilio di Efeso del 431, dove in alcune occasioni la sua firma appare tra le sottoscrizioni dei metropoliti, in concomitanza con l'assenza, nelle medesime liste, del suo metropolita Aristonico; Silvano è ancora documentato, verso la fine dello stesso anno, nella lettera sinodale dell'arcivescovo Massimiano di Costantinopoli diretta al clero della diocesi di Tenedo per annunciare la deposizione del loro vescovo Anastasio.. Fileto era assente al concilio di Calcedonia del 451 e in due occasioni il metropolita Nunechio di Laodicea firmò al suo posto i documenti sinodali. Nelle liste latine del concilio di Efeso del 449 appare anche Philetus episcopus ecclesiae Cerassiae; alcuni autori (Honigmann) lo attribuiscono alla diocesi di Ceretapa, altri invece (Schwartz e Schieffer) alla diocesi di Cerasa nella Lidia; il nome di Fileto si trova tuttavia iscritto tra altri due vescovi della Frigia Pacaziana, Simmachio di Attuda e Epifanio di Colossi.
Andrea prese parte al concilio in Trullo del 692; Michele partecipò al concilio di Nicea del 787; Simeone infine assistette al concilio di Costantinopoli dell'879-880 che riabilitò il patriarca Fozio di Costantinopoli. Gli scavi archeologici hanno restituito il nome del vescovo Gregorio, noto grazie alla scoperta di due sigilli vescovili, datati tra XI e XII secolo.
Dal 1933 Ceretapa è annoverata tra le sedi vescovili titolari della Chiesa cattolica; il titolo finora non è mai stato assegnato.

## Cronotassi dei vescovi greci
- Teodolo † (? - 359 deposto) (vescovo ariano)
- Carterio † (dopo il 379/380) (vescovo ariano)
- Giovanni † (dopo il 379/380) (vescovo ariano)

- Silvano † (menzionato nel 431)
- Fileto † (prima del 449 ? - dopo il 451)
- Andrea † (menzionato nel 692)
- Michele † (menzionato nel 787)
- Simeone † (menzionato nell'879)
- Gregorio † (circa XI/XII secolo)